# Серж Генсбур
Серж Генсбур  (фр. Serge Gainsbourg, справжнє ім'я Люсьєн, 2 квітня 1928 — 2 березня 1991, Париж) — французький актор, композитор, шансоньє, художник, сценарист, письменник. Відомий епатажними вчинками в творчості і в повсякденному житті.

## Сім'я та дитячі роки
Народився у родині єврейських вихідців з теперішньої України. Батько, Йосип Гінзбург, народився у Харкові у 1896, цікавився художнім мистецтвом, навчався гри на піаніно в консерваторії в Петрограді, а пізніше — в Москві. Мати, співачка Ольга Бесман, з Криму. У 1919, у зв'язку з посиленням позицій більшовиків та антисемітських настроїв, сім'я була змушена емігрувати спочатку до Стамбулу, а згодом до Марселю, де Йосип Гінзбург почав грати в барах, Ольга співала в консерваторії. У родині було четверо дітей: старший син Марсель (помер від пневмонії у віці шести місяців), донька Жаклін та близнюки брат із сестрою Люсьєн та Ліліана. Завдяки батьку Люсьєн змалечку грав на піаніно та знайомився з художнім світом.
Скрутні часи настали в період війни. Попри отримане громадянство Франції, як і всі євреї, вони були змушені носити жовту зірку. Одного разу Люсьєн протягом трьох днів був змушений переховуватися в лісі під час облави СС. А закон, що забороняв євреям виходити з дому пізніше за восьму годину вечора, практично позбавив родину доходу, бо батько не міг працювати ввечері в кафе та ресторанах. Тому він перебрався у вільну зону, забравши потім і родину.

## Творче життя

### Художник
Після звільнення Парижа Люсьєн Гінзбург повернувся до міста та навчався в ліцеї Кондорсе. По закінченню вступив до Школи витончених мистецтв (фр. Beaux-Arts) і вивчав архітектуру, але через проблеми з математикою був змушений її покинути і почав займатися образотворчим мистецтвом. У цей самий період у 1947 році зустрів свою першу дружину, дочку російських аристократів Єлизавету Левитську, з якою одружився 1951 році.
Приблизно в цей період активно навчався грі на гітарі та заробляв на життя грою на піаніно, але ставився до цього як до другорядного мистецтва, на першому місці завжди було образотворче. До тридцяти років займався в основному живописом, його ідеалами були Френсіс Бекон (художник) та Фернан Леже, але, як сам говорив, через власне боягузтво та неможливість зрівнятись з ними, спалив майже усі свої картини, створені за десятиліття. Ця невдача наклала значний відбиток на його подальше життя, пізніше сам визнавав, що шкодує за втраченою можливістю стати новим Далі чи Максом Ернстом.

### Співак, композитор
Власну музичну діяльність Серж Генсбур розпочав у барах та ресторанах, зокрема у кабаре «Madame Arthur» та «Milord l'arsouille», де разом з батьком акомпанував Мішель Арно. Для цієї ж співачки, що мала тоді велику популярність, починає писати свої перші тексти. Великий вплив на ранню музичну кар'єру Генсбура мав також Борис Віан, джазовий музикант, він підтримав нікому не відомого виконавця на початку його кар'єри.
Одна з перших пісень, написана та виконана Сержем, — «Кондуктор метро» — вже повністю дає уявлення про стиль майбутньої легенди шансону. В ній йдеться про контролера станції метро, що з дня у день компостує квитки, пробиваючи у них дірочки. Інколи контролер забувається у мріях та мріє про те, що одного дня втече з цієї діри та вирушить у путь… Нехай навіть і в останню. Адже від такого життя можна втратити глузд, схопитись за пістолет і зробити собі останню дірочку.
Слава не прийшла до нього відразу. В 1954 подав заявку до SACEM (Société des auteurs compositeurs) і в 1958 видав перший альбом «Du chant a la lune !». Попри негативну критику на початку, наступного року цей альбом завойовує Grand Prix Академії імені Шарля Кро. Іронічні й відверто цинічні тексти пісень, незвична манера виконання та неприваблива зовнішність спочатку відштовхували аудиторію. Другий альбом став взагалі провальним, але пісні з третього увійшли в репертуар багатьох зірок. Приблизно в цей час він змінив ім'я Люсьєн на Серж (за деякими джерелами, як відзнаку своєму русько-українському походженню), бо «Іменем Люсьєн можуть звати лише дамського перукаря», а написання прізвища з Ginsburg (Гінзбур) на Gainsbourg (Генсбур), пам'ятаючи про те, як викладачі не могли правильно назвати незвичне прізвище.
Ранній музичний стиль Генсбура можна віднести до джазу та французького шансону, але поступово викристалізувалася його власна манера виконання: мікс попу, фанку, репу, рок-н-ролу, реггі, класики та чорного гумору.

### Композитор та укладач текстів
Як композитор та автор текстів пісень Серж Генсбур досяг чи не найбільшого успіху. У 1954 році він починав складати вірші для інших під псевдонімом Жюльєн Грі, доки не змінив своє ім'я на Серж, та працював з іконами своєї епохи, такими як Жак Брель, Ів Монтан, Петула Кларк, Жанна Моро, Ванеса Параді, Бріжит Бардо, Даліда, Джейн Біркін, Катрін Денев, Ізабель Аджані, Франс Галь.
Першим успіхом була пісня «Défense d'afficher», яку заспівала Піа Коломбо у 1959 році. У 1961 Жульєт Греко обрала Les amours perdues до свого репертуару і це стало початком співпраці, що тривала до кінця життя.

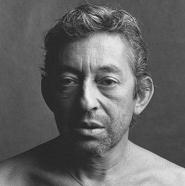
Серж Генсбур

На запрошення співачки Барбари, у 1965 році розпочав разом з нею турне, але публіка приймала їх так вороже, що Генсбур припинив цю співпрацю, а на сцену піднявся уже в 1979 році].
Окремої уваги заслуговує хіт, записаний у 1967 році записав разом із Бріжит Бардо: «Je t'aime… moi non plus» («Я тебе кохаю… я тебе також ні»). Композиція стала відомою у 1986, записана дуетом із Джейн Біркін та стала скандально відомою через еротичні стогони Біркін, коли вона імітувала сексуальну близькість.
За спогадами Біркін, коли Генсбур вперше запустив сингл у ресторані, було чутно, як падають на стіл ножі та виделки. А на всі запитання, чи дійсно виконавці займались коханням під час запису, Генсбур казав: «Слава Богу,  ні! Інакше матеріалу вистачило б на кілька альбомів». Через відверту сексуальність пісня була заборонена у таких країнах як Швеція, Польща, Португалія, Італія, у самій Франції її не можна було крутити на радіо раніше за 23:00. Все це надзвичайно веселило співака, а після відлучення пісні від церкви він називав Папу не інакше як «наш головний піарник».
І справді, всі заборони лише розпалювали інтерес публіки і пісня мала шалений успіх в Європі. У Великій Британії сингл випустила фірма Fontana, але коли пісня піднялась на друге місце в хіт-параді, під тиском ЗМІ, вони перестали видавати пластинки. Тоді Генсбур домовився з фірмою Major Minor Records і після випуску нового тиражу пісня відразу ж піднялась на перше місце в британських чартах. Це був перший в історії іноземний сингл, що очолив англійський хіт-парад. Це також був перший Номер Один, що потрапив у чорний список ВВС, пізніше це повторили лише Sex Pistols з піснею God Save the Queen у 1977 році.
Скандальна також пісня «Les sucettes», виконана Франс Галь. Кліп постійно включали у французьких телепередачах в моменти сексуальних натяків, що постійно дивувало юну виконавицю. Та після комерційного успіху, Генсбур зробив заяву, що насправді писав про оральний секс, викликавши цим обурення співачки та суспільства. В інтерв'ю 2001 року Франсіс казала, що відчувала себе вбитою, тижнями переховувалась, боячись показатися комусь на очі.
Пісня стала хітом, але після цього співпраця з часом зійшла нанівець.
Та однією з найвідоміших музичних провокацій Генсбура є реггі-версія французького гімну «Марсельєза» під назвою «Aux Armes et caetera». За неї автор був побитий, публіка йшла з концертів, а музиканти не хотіли виходити на сцену і на концерті Серж виконував її один, відбиваючи такт ногами.
Перемога на «Євробаченні»
Співпраця з молодою співачкою Франс Галь принесла Сержу Гейнзбургу перемогу на співочому конкурсі «Євробачення» та визнання серед молодіжної аудиторії. Пісня «Poupée de cire, poupée de son» неочікувано для всіх стала переможницею і першою серед спільно створених хітів. Потім були «Attends ou va-t'en», «Nous ne sommes pas des anges», «L'Amérique», «Baby Pop» та інші. Розрив творчого тандему намітився після випуску синглу «Les sucettes» (укр. «Льодяники»).

### Актор та режисер
Генсбур часто писав музику до фільмів, але вперше з'явився на екрані у другорядній ролі разом із Бріжит Бардо у фільмі «Потанцюй зі мною». Як актор знявся у фільмах «Босс», «Анна», «Марихуана» та інших. Як режисер створив 4 фільми, не враховуючи рекламних роликів: «Je t'aime… moi non plus» («Я тебе кохаю… Я тебе теж ні», 1976), «Equateur» («Екватор», 1983), «Charlotte for ever» («Шарлотта назавжди», 1986) та «Stan the Flasher» («Стен-ексгібіціоніст», 1990).
Одним з найвідоміших є фільм «Шарлотта назавжди» — зухвале кіно про батька та доньку, що пережили трагедію та балансують на межі страждань та сексуального потягу, де Серж знявся у провокативних сценах разом зі своєю п'ятнадцятилітньою донькою Шарлоттою.
Кіно про Сержа Генсбура
Фільм Жана Беккера «Еліза» (1994) з Жераром Депердьє та Ванесою Параді в головних ролях, знятий за мотивами однієї з пісень Генсбура та присвячений йому.
У 2010 вийшов у прокат фільм-фантазія «Генсбур. Герой і хуліган», який є романтизованим трактування життя та творчості Генсбура.

## Останні роки

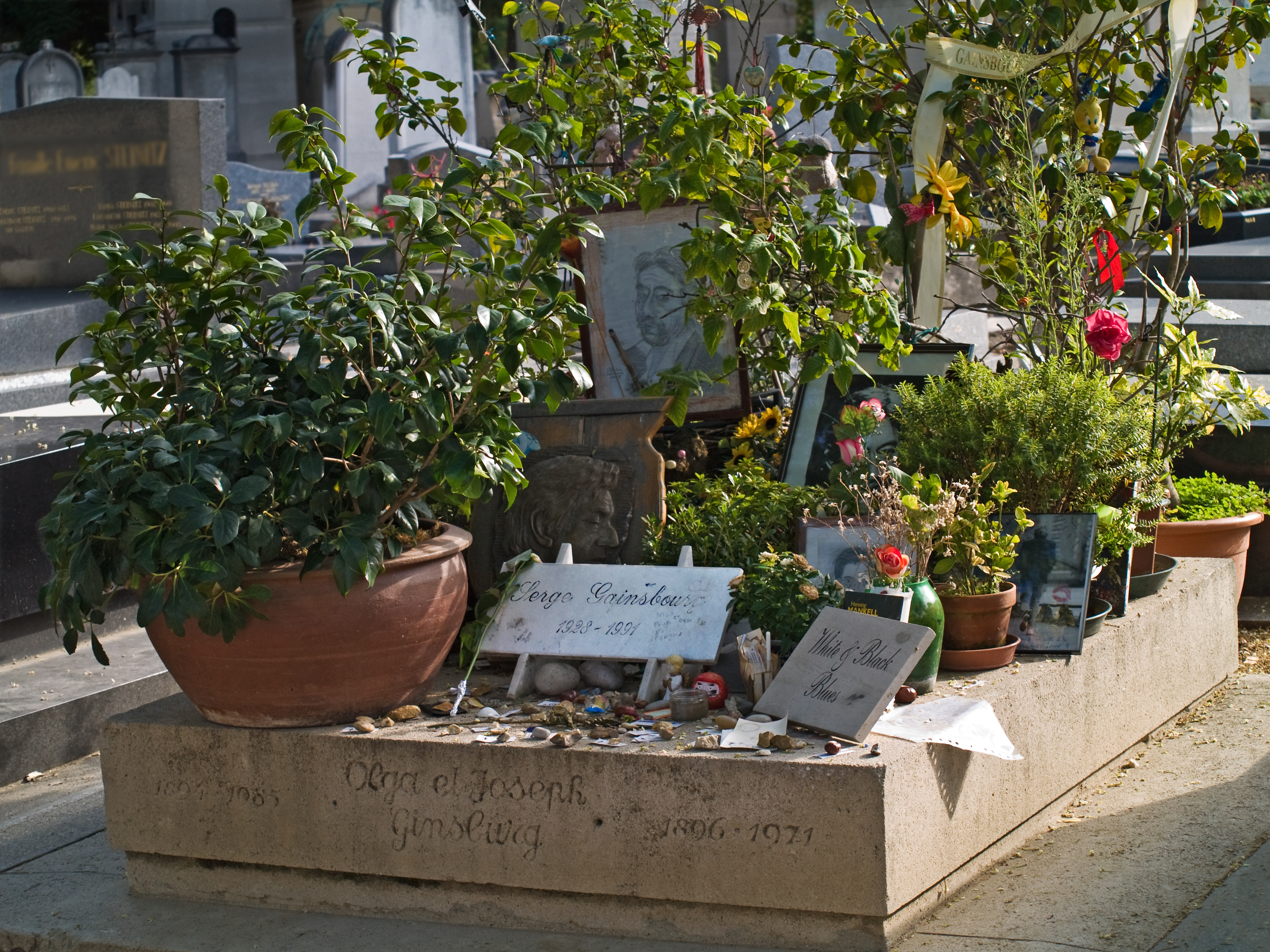
Могила Генсбура

Наприкінці 70-х Серж Генсбур офіційно «вивів у світ» своє альтер-его, мсьє Генсбаррі. Це була «темна сторона» Генсбура, в цьому образі він інсценував власне поховання, давав провокаційні інтерв'ю, ганявся за туристами по вулицях Парижу і за свої «профашистські» провокації був оголошений антисемітом.
У 1973 стався перший інфаркт. Через постійне пияцтво та руйнівний стиль життя стан здоров'я постійно погіршувався, але на всі попередження лікарів про наслідки відповідав: «Можливо, я проживу більше, якщо не буду пити, але Боже, що то буде за прісне життя!».
2 березня 1991 року, як і його кумир Борис Віан, забув прийняти таблетки
та помер уві сні. Президент Франції Франсуа Міттеран назвав Сержа «Нашим Бодлером, що підніс пісню до рівня мистецтва».
Серж Генсбур похований на паризькому кладовищі Монпарнас.

## Особисте життя
Попри нестандартну зовнішність, Серж Генсбур мав неймовірний успіх у жінок. Відомі історії, що за ніч він міг вступити в інтимні стосунки із п'ятьма жінками.

### Єлизавета (Ліза) Левитська
1951—1957 Єлизавета (Ліза) Левитська, донька російських аристократів в еміграції, була моделлю, а також працювала секретаркою у поета-сюрреаліста й стала першою офіційною дружиною. Завдяки їй почав спілкуватися з тогочасними кумирами-художниками, в тому числі провів кілька днів разом із Сальвадором Далі.

### Франсуаза-Антуанета Панкрацці
1964—1968 Франсуаза-Антуанета Панкрацці, княжна Голіцина (відома як Беатрікс) — друга та остання дружина, що народила доньку Наташу (1964) та сина Поля (1968) після короткочасного примирення. Пара розлучилась через ревнощі Беатрікс, вона постійно учиняла скандали.

### Бріжит Бардо
1967 короткий роман із Бріжит Бардо, їй він присвятив альбом «Initials BB».

Вона була одружена з мільйонером Гюнтером Саксом і, за легендою, попросила Генсбура написати для неї найкрасивішу пісню про кохання. За одну ніч він написав їх три, і всі три пізніше стали хітами, а між Квазімодо, як його тоді називали журналісти, та секс-символом тієї епохи спалахнув бурхливий роман.
Вони разом записували пісні, знімались у телешоу, вибрали будинок для Сержа на рю Верналь, де всі стіни він пофарбував у чорний колір, а замість дзеркал, які ненавидів, розвісив скрізь портрети Бардо. Сама Бріжит так розказувала про цей роман: «Я була закохана у нього як у мужчину, але ще більше — як у музиканта'». Тим не менше, це не завадило їй поїхати на зйомки в Андалузію та просити не видавати записаний дуетом сингл «Je t'aime… Moi non plus».

### Джейн Біркін
1968—1981 Джейн Біркін, яка була молодша за Сержа на 20 років, стала його цивільною дружиною, музою та матір'ю їх доньки Шарлотти Генсбур. Попри різницю у віці, вона була ідеальною супутницею життя — разом вони записували пісні та шокували публіку.
Знайомство відбулося на зйомках фільму Пьєра Грімблата «Slogan» у 1969 і, за власними спогадами акторки, ця зустріч не була теплою: майбутній партнер по фільму здався їй холодним та зневажливим, але, як виявилось пізніше, це була маска, що приховувала сором'язливість та невпевненість.
У ніч, коли вони закохались, Гензбур влаштував для Біркін екскурсію улюбленими місцями Парижу і на ранок вони приїхали до готелю Хілтон, де Серж відразу ж заснув.
Подружнє життя пари також не було схожим на буденність. Вони спали до третьої години дня, забирали дочок зі школи, гуляли з ними та повертались додому, вечеряли, вкладали дітей спати та вирушали назустріч нічному життю Парижу. Повертались на світанку, будили дівчат й відправляли їх до школи, а потім йшли спати.
Але поступово такий стиль життя почав даватися взнаки. Через небажання чоловіка припинити пияцтво, що руйнувало його здоров'я, та богемний спосіб життя, Джейн покинула Сержа, але їхній творчий союз тривав і далі — вона співала лише пісні, написані Генсбуром.

### Бамбу
1980—1991 22-річна Кароліна фон Паулюс, онука Фрідріха Паулюса, відома як Бамбу, стала останньою супутницею життя Генсбура. Як він сам говорив, у ній йому було цікаво, як можна руйнувати себе наркотиками (сам він віддавав перевагу алкоголю та сигаретам «Gitanes»). У них є син Люсьєн.

## Цікаві факти
- Став першим співаком, на пісню якого офіційно була накладена анафема Ватиканом
- Протестуючи проти високих податків, у прямому ефірі телешоу спалив п'ятсотфранкову купюру
- Як письменник у 1980 видав «параболічну казку» «Євгеній Соколов» («Evgueni Sokolov»)

## Фільмографія
- 1967 — Ce sacré grand-père
- 1968 — Le Pacha
- 1968 — Манон 70 / Manon 70
- 1969 — Слоган / L'amour et l'amour
- 1969 — Шлях до Катманду / Les Chemins de Katmandou
- 1972 — Sex-shop
- 1976 — Я тебе кохаю… Я тебе теж ні / Je t'aime moi non plus
- 1980 — Я вас кохаю / Je vous aime
- 1986 — Tenue de soirée
- 1986 — Шарлотта назавжди / Charlotte For Ever

## Дискографія
- 1958: Du chant à la une!…
- 1959: N°2
- 1961: L'étonnant Serge Gainsbourg
- 1962: N°4
- 1963: Gainsbourg Confidentiel
- 1964: Gainsbourg Percussions
- 1967: Anna
- 1967: Gainsbourg & Brigitte Bardot: Bonnie & Clyde
- 1968: Gainsbourg & Brigitte Bardot: Initials B.B.
- 1969: Jane Birkin & Serge Gainsbourg
- 1970: BO du film Cannabis
- 1971: Histoire de Melody Nelson
- 1973: Vu de l'extérieur
- 1975: Rock around the bunker
- 1976: L'homme à tête de chou
- 1977: BO du film Madame Claude
- 1979: Aux armes et cætera
- 1980: Enregistrement public au Théâtre Le Palace
- 1981: Mauvaises nouvelles des étoiles
- 1984: Love on the beat
- 1985: Serge Gainsbourg live
- 1987: You're under arrest
- 1988: Le Zénith de Gainsbourg
- 1989: De Gainsbourg à Gainsbarre (Box Set)
- 1997: Comic Strip
- 2001: Gainsbourg Forever (Integral Box Set)
- 2001: Le Cinéma de Gainsbourg (Box Set)
- 2001: Théâtre des Capucines 1963
- 2003: Initials S.G.
- 2005: Love and the Beat 2CD
- 2006: Mister Melody — Les Interprètes De Serge Gainsbourg (Box Set)